# Heliophanus kilimanjaroensis
Heliophanus kilimanjaroensis là một loài nhện trong họ Salticidae.
Loài này thuộc chi Heliophanus. Heliophanus kilimanjaroensis được Wanda Wesołowska miêu tả năm 1986.